# Острови мудрості
«Острови мудрості: Історія пригод експедиції» (нім. Die Inseln der Weisheit: Geschichte einer abenteuerlichen Entdeckungsfahrt) — науково-фантастичний роман Олександра Мошковського, виданий 1922 року. В романі описуються експедиції на різні утопічні та дистопічні острови, на яких втілені в життя різні соціально-політичні ідеї європейської філософії й екстраполюють безглуздість, коли вони втілюються в життя.
У романі «Острів технології» Сарралльї передбачається поява мобільних телефонів та найдрібнішу механізацію життя.
Сатира утопії також відтворює суспільство, описане в «Державі» Платона..